# Французский десим
Французский десим (фр. Décime) — французская разменная денежная единица, равная 1⁄10 французского франка или 10 сантимам, выпускавшаяся в 1795—1815 годах в виде монет в 1 и 2 десима.

## Один десим
Чеканка монет в 1 десим начата в период Первой республики, в 1795 году. Рисунок монеты был выполнен генеральным гравёром Огюстеном Дюпре. Год чеканки обозначался годом республиканского календаря. Первоначально, в 4—5 (1795—1796) годах, номинал обозначался названием единицы (décime). В 1796 (5-м) году вес монет был увеличен, а номинал стал обозначаться с добавлением числительного (un décime). Была произведена также перечеканка в 1 десим монет в 2 десима 4—5 годов, а также надчеканка тех же монет — поверх цифры «2» наносилась надчеканка «UN». На перечеканенных и надчеканенных монетах нередко оставался виден старый номинал. В 1800 году чеканка десимов была прекращена.
В период Первой империи, в 1807—1810 годах вместо десима чеканились биллонные монеты в 10 сантимов. Бронзовые монеты в 1 десим чеканил только монетный двор в Страсбурге, в 1814 и 1815 годах. Монеты этого же типа, но с монограммой «L», чеканились в Страсбурге и в период Реставрации.
| Реверс                      | Аверс             | Диаметр, мм       | Толщина, мм       | Масса, г          | Металл            | Гурт              | Годы чеканки         | Примечания |
| Первая республика           | Первая республика | Первая республика | Первая республика | Первая республика | Первая республика | Первая республика | Первая республика    | Первая республика |
| --------------------------- | ----------------- | ----------------- | ----------------- | ----------------- | ----------------- | ----------------- | -------------------- | --- |
|                             |                   | 28                |                   | 10                | Медь              |                   | 1795—1796 (4—5 годы) | Номинал — «DÉCIME». Монетные дворы — Париж (A), Лион (D), Лимож (I), Бордо (K)                                                                                     |
|                             |                   | 32                | 2,8               | 20                | Бронза            | сетчатый          | 1796—1800 (5—8 годы) | Номинал — «UN DÉCIME». Монетные дворы — Париж (A), Мец (AA), Руан (B), Страсбург (BB), Лион (D), Женева (G), Лимож (I), Бордо (K), Орлеан (R), Нант (T), Лилль (W) |
|                             |                   | 31                |                   | 20                | Медь              |                   | 1795—1796 (4—5 годы) | Надчеканка «UN» на 2 десимах 4—5 годов |
|                             |                   | 31                |                   | 20                | Медь              |                   | 1796—1800 (5—8 годы) | Номинал — «UN DÉCIME». Перечеканка 2-х десимов 4—5 годов. Монетные дворы — Париж (A), Лимож (I)                                                                    |
| Первая империя (Наполеон I) |                   |                   |                   |                   |                   |                   |                      | |
|                             |                   | 32                |                   | 20                | Бронза            |                   | 1814, 1815           | Монетный двор — Страсбург (BB). Разновидности — с точкой после номинала или без точки. Тираж — 660 672                                                             |
| Реставрация (Людовик XVIII) |                   |                   |                   |                   |                   |                   |                      | |
|                             |                   | 32                |                   | 20                | Бронза            |                   | 1814, 1815           | Монетный двор — Страсбург (BB). Тираж — 1 088 659 |

## Два десима
Чеканка монет в 2 десима также была начата в период Первой республики, в 1795 году. Рисунок монеты был выполнен генеральным гравёром Огюстеном Дюпре. Год чеканки обозначался годом республиканского календаря. Монеты в 2 десима чеканились только в 4—5 (1795—1796) годах. В 1796—1800 годах в связи с изменением монетной стопы была произведена перечеканка и надчеканка этих монет со снижением номинала до 1 десима.
| Реверс            | Аверс             | Диаметр, мм       | Толщина, мм       | Масса, г          | Металл            | Гурт              | Годы чеканки         | Примечания                                                                    |
| Первая республика | Первая республика | Первая республика | Первая республика | Первая республика | Первая республика | Первая республика | Первая республика    | Первая республика                                                             |
| ----------------- | ----------------- | ----------------- | ----------------- | ----------------- | ----------------- | ----------------- | -------------------- | ----------------------------------------------------------------------------- |
|                   |                   | 31                |                   | 20                | Медь              |                   | 1795—1796 (4—5 годы) | Монетные дворы — Париж (A), Лион (D), Лимож (I), Бордо (K). Тираж — 6 377 141 |